# Bullia skoogi
Bullia skoogi is een slakkensoort uit de familie van de Nassariidae. De wetenschappelijke naam van de soort is voor het eerst geldig gepubliceerd in 1923 door Odhner.